# Roy Lichtenstein
Pour les articles homonymes, voir Lichtenstein.
Roy Lichtenstein, né le 27 octobre 1923 à Manhattan (New York), où il est mort le 29 septembre 1997, est un des artistes les plus importants du mouvement pop art américain. Ses œuvres s'inspirent fortement de la publicité et de l'imagerie populaire de son époque, ainsi que des bandes dessinées (« comics »). Il décrit lui-même son style comme étant « aussi artificiel que possible ».

## Biographie

### Les débuts
Roy Lichtenstein est né le 27 octobre 1923 au Flower Hospital de Manhattan d'une famille juive de la classe moyenne supérieure. Sa mère, Beatrice Werner, une pianiste accomplie, née à la Nouvelle-Orléans, est femme au foyer. Son père Milton Lichtenstein, né en 1893 à Brooklyn, est agent immobilier.
Il fréquente l'école publique, puis entre à la Franklin School for Boys de Manhattan pour y suivre des études secondaires. Son école ne propose pas de cours d'art et c'est pendant ses loisirs qu'il commence à s'intéresser à l'art et au design. Fan inconditionnel de jazz, il assiste souvent aux concerts donnés à l'Apollo Theater de Harlem, où il fait le portrait des musiciens pendant leurs performances. En 1939, à l'issue de sa dernière année de lycée, il s'inscrit aux cours d'été de la Art Students League of New York, dirigés par le professeur Reginald Marsh. En septembre 1940, Lichtenstein quitte New York pour s'inscrire à l'université d'État de l'Ohio (OSU), qui propose des cours en atelier et un diplôme de beaux-arts. Il doit interrompre ses études pendant trois ans pour servir dans l'armée pendant et après la Seconde Guerre mondiale, de 1943 à 1946. Envoyé en Angleterre en décembre 1944, il en profite pour voir des expositions à Londres. Il arrive en France en janvier 1945 et passera avec son unité par la Belgique, l'Allemagne et le Luxembourg. Il continue à peindre et à dessiner durant cette période.
En octobre 1945, il vient à Paris et étudie le français. En décembre, il est rapatrié aux États-Unis où son père est gravement malade. Celui-ci meurt début janvier 1946 et Roy est alors libéré de ses obligations militaires et bénéficie de la G.I. Bill, qui finance ses études universitaires. Il reprend ses études et enseigne le dessin à l'université de l'Ohio. Il est généralement admis que l'un de ses professeurs de l'époque, Hoyt L. Sherman, a exercé une grande influence sur son œuvre future (ainsi, Lichtenstein a baptisé « Hoyt L. Sherman Studio Art Center » un atelier qu'il a fondé au sein de l'OSU en 1995).
Le 12 juin 1949, il se marie avec Isabel Wilson. La même année, après avoir obtenu son diplôme, Lichtenstein est engagé comme professeur, poste qu'il occupera épisodiquement pendant dix ans. La première exposition à lui être exclusivement consacrée a lieu au Canada en 1951.
Il déménage à Cleveland en 1951, où il habite pendant six ans, mais il se rend encore fréquemment à New York. Entre deux périodes de production artistique, il exerce alors des métiers variés, de dessinateur à décorateur de vitrines. À cette époque, son travail oscille entre cubisme et expressionnisme. En 1954 naît son premier fils, David Hoyt Lichtenstein, et en 1956, son deuxième, Mitchell Lichtenstein.
En 1957, il déménage dans le nord de l'État de New York où il recommence à enseigner à l'université d'État de New York à Oswego. C'est à cette époque qu'il s'intéresse à l'expressionnisme abstrait, style qu'il a mis du temps à apprécier.

### Carrière

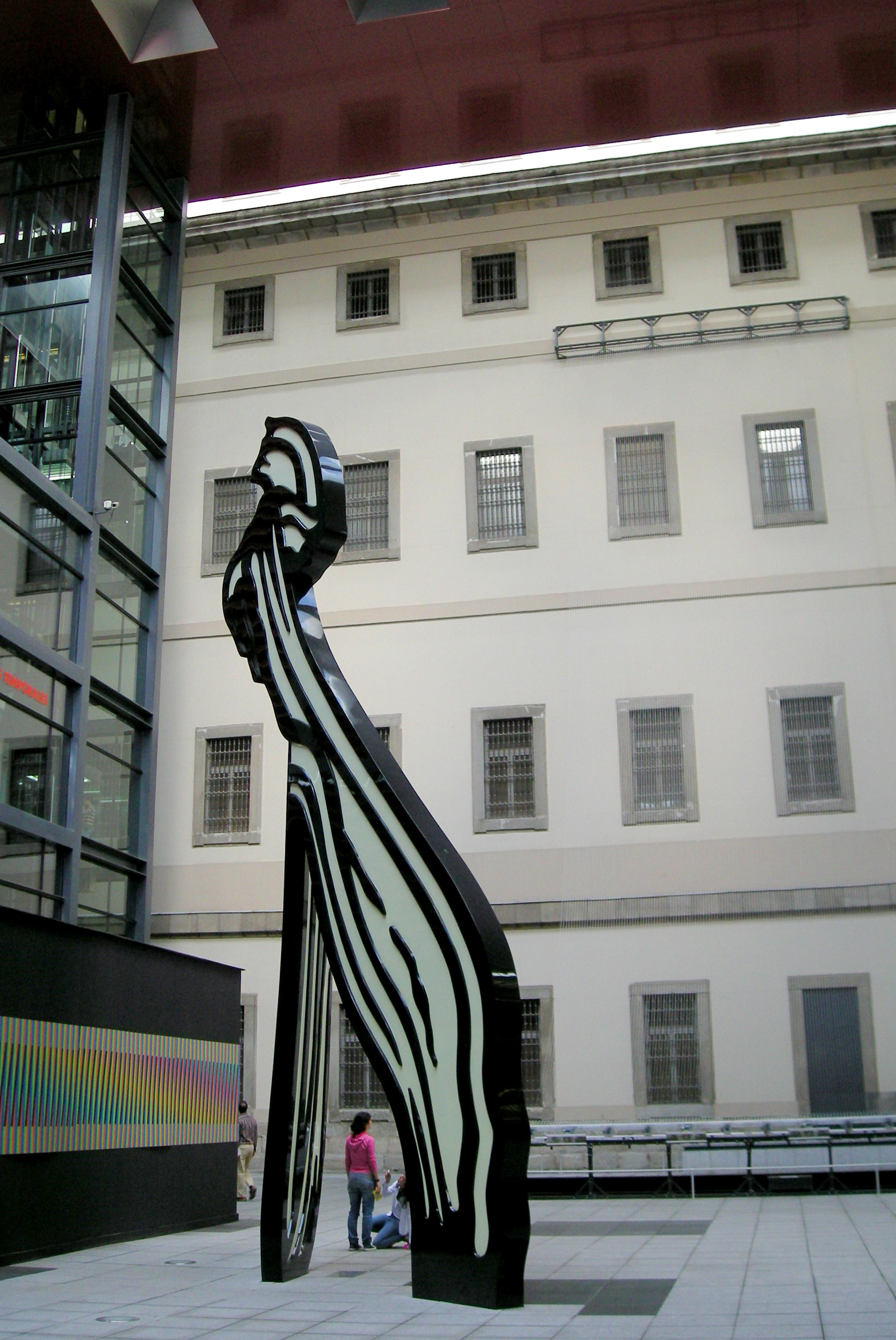
Brushstroke (1996), sculpture de Roy Lichtenstein, au musée Reina Sofía de Madrid.

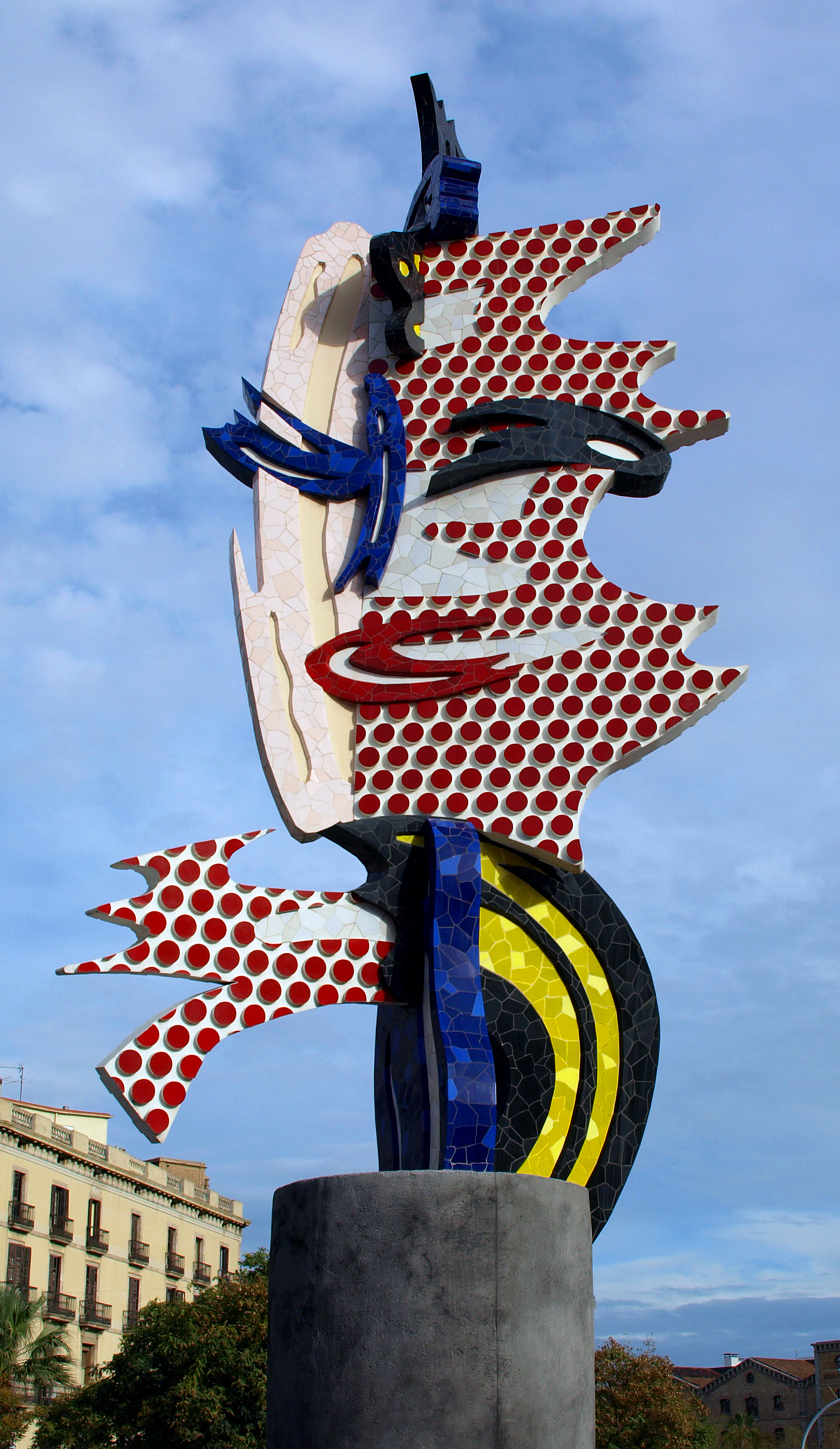
Miss Barcelona, (1991-1992), sculpture, Barcelone.

En 1960, il commence à enseigner à l'université Rutgers, dans le New Jersey où il s'installe. Il y est très influencé par Allan Kaprow, qui y enseigne lui aussi. C'est dans cet environnement qu'il s'intéresse à nouveau à l'imagerie proto-pop, au contact de Kaprow, Claes Oldenburg, Lucas Samaras et George Segal. En 1961, il fait ses premiers tableaux pop en reprenant des images de dessins animés et avec des techniques inspirées par l'aspect qu'ont les publicités commerciales. Cette phase, pendant laquelle il réutilise l'imagerie commerciale suggérant le consumérisme et le fait-maison dure jusqu'en 1965.
Sa première œuvre de grande taille représentant un personnage aux contours soulignés et utilisant les points de trame est Look Mickey (1961, National Gallery of Art, Washington, D.C.), qui résulte d'un défi lancé par un de ses fils qui feuilletait un album de Mickey et qui aurait dit : « Je parie que tu n'es pas capable de peindre aussi bien que ça, hein, papa ? » La même année, il réalise six autres tableaux mettant en scène des personnages d'emballages de chewing gums et de BD. En 1961, Leo Castelli commence à exposer ses œuvres dans sa galerie à New York, et Lichtenstein réalise sa première exposition individuelle en 1962. Tous les tableaux sont achetés par des collectionneurs influents avant même qu'elle ne soit inaugurée, alors que Léo Castelli refuse par ailleurs le travail d'Andy Warhol. Cette même année, Roy Lichtenstein commence à utiliser une peinture acrylique qui se dilue à la térébenthine (Magna), et continue à utiliser l'huile pour les points de trame de style Benday. Ses toiles s'inspirent, entre autres, du travail de Matisse.
En 1963, Lichtenstein demande un congé de son poste au Douglass College de Rutgers. Lui et sa femme Isabel se séparent (ils divorceront en 1965) et il s'installe de nouveau à New York pour être au cœur de la scène artistique. Ces œuvres font l'objet de nombreuses expositions et il commence à être très connu, non seulement aux États-Unis mais dans le monde entier. Il commence une série de toiles inspirée de bandes dessinées de DC Comics comme Girls' Romances et Secret Hearts (dont fait partie une de ses toiles les plus célèbres, Drowning Girl, inspirée de Run for Love! - MoMA, New York). Plusieurs fois il s'inspire de séries dessinées par Mike Sekowsky comme le tableau It Is… With Me!, peint en 1963, Mad Scientist, peint en 1963, et Eccentric Mad Scientist, de 1965, tous deux inspirés par le douzième numéro de Justice League of America. Les traits sont épais, les couleurs franches et Roy met au point une technique de masque pour produire les points de trame (une de ses spécificités) de façon presque mécanique et engage un assistant pour ce faire.
Modeste, il déclare : « Je pense que mon travail est différent de la bande dessinée, mais je n'appellerais pas ça une « transformation » ; quoi qu'il signifie, je ne pense pas que ce soit important pour l'art ». Quand ses premières œuvres sont présentées, nombreux sont les critiques d'art qui contestent leur originalité. À cela, Lichtenstein répond : « Plus mon travail est fidèle à l'original, plus il est critique et lourd de sens ».
Sa toile la plus célèbre est Whaam! (1963, Tate Modern, Londres), inspirée d'une BD de DC Comics, All-American Men of War. La peinture de grande taille (1,7 m × 4 m) présente un avion de combat tirant une roquette sur un avion ennemi, dans une explosion jaune et rouge marquée par l'onomatopée « Whaam! ». En 1965, il aborde sa série Coup de pinceau, toujours selon la même technique, représentation de traits peints au pinceau et clin d’œil à l'expressionnisme abstrait.
En 1968, il peint Châssis, qui représente l'arrière du tableau lui-même, début d'une série. La même année, Roy Lichtenstein se marie avec Dorothy Herzka, avec qui il restera jusqu'à sa mort. En 1971, il entreprend sa série Entablements où il peint des frises et des moulures ornementales. L'année suivante ce sont les Natures mortes pour lesquelles il recourt pour la première fois à des bandes diagonales au lieu des trames de points. En 1973, Lichtenstein commence une série de natures mortes en trompe-l'œil de style cubiste, puis à l'automne, il commence la série Artist's Studio, des compositions dans lesquelles il incorpore des éléments de son travail passé des années 1960. Artist's Studio—Look Mickey (1973, Walker Art Center, Minneapolis) en est l'exemple le plus notable, avec un rappel de cinq de ses œuvres.
En 1974, il s'inspire de Carlo Carrà, dont il reprend Le Cavalier rouge pour le transformer en œuvre pop art.

En 1979, Roy Lichtenstein est élu membre de l'American Academy of Arts and Sciences.

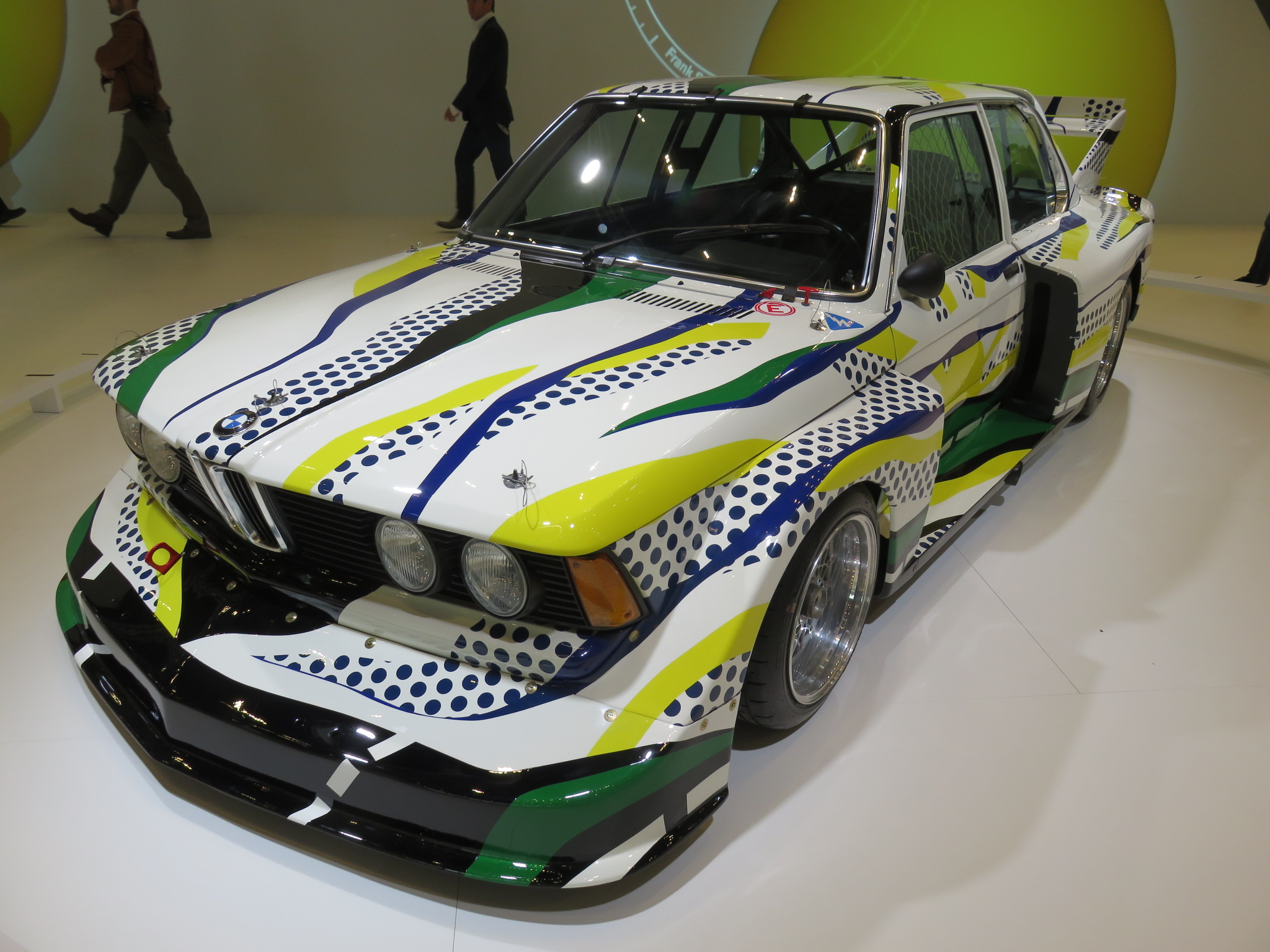
BMW Art car Lichtenstein 1977 (BMW 320i des 24 Heures du Mans 1977 pour le pilote Hervé Poulain).

Roy Lichtenstein a aussi créé des sculptures, en métal et en plastique, dont quelques-unes sont installées sur la voie publique comme Lamp (1978, St. Marys, Géorgie) ou Barcelona Head, une sculpture inspirée par Gaudí, réalisée pour les Jeux olympiques d'été de 1992 de Barcelone.
En 1983, Leo Castelli expose la fresque murale (18 x 96 ½ pieds) de Lichtenstien, peinte directement sur les murs de sa galerie à Soho (142 Greene Street) mais lorsque l'exposition prend fin en janvier 1984, l'œuvre est détruite.
En 1989, sa toile Torpedo…Los! est vendue par Christie's pour 5,5 millions de dollars, un record à l'époque pour un artiste vivant.
En 1994, il décore le Young America, un voilier monocoque candidat aux sélections de l'America's Cup 1995 (jauge Class America, de 23,62 mètres de long). La coque arbore une sirène ainsi que le spinnaker de petit temps (qui sera déchiré en mille morceaux par une rafale au cours d'une régate très disputée).
En 1996, Lichtenstein crée le logo de DreamWorks Records et un logo pour Pro-Choice.

### Lichtenstein affichiste
Les premières affiches de Roy Lichtenstein datent des années 1960. À cette époque, il débute en parallèle de la peinture une activité de gravure. Dès le milieu de cette décennie, le peintre conçoit certaines œuvres spécifiquement pour des affiches, textes et image, reprenant les thèmes de ses tableaux. Lors de la décennie suivante, l'artiste américain est moins concerné par la création sur ce support et ne fait que fournir une création picturale (originale ou reproduction) sans se soucier de l'affiche en elle-même. Il faut attendre la fin des années 1980 pour que Lichtenstein redevienne prolifique dans ce domaine.
Les affiches de Roy Lichtenstein, œuvres conçues à l'origine pour ce support, sont intégrées dans le catalogue raisonné établi par Mary Lee Corlett. Certaines, dont celles réalisées pour les expositions organisées par le galeriste Leo Castelli ou le dessin Tintin Reading, resteront significatives du style de l'artiste.

### Décès
Roy Lichtenstein meurt à la suite d'une pneumonie en 1997 au New York University Medical Center. On estime qu'il laisse au total 4 500 œuvres en circulation dans le monde.
En 1999, la « Roy Lichtenstein Foundation » ouvre ses portes dans le studio de l'artiste dans Greenwich Village.

## Style
L'œuvre de Lichtenstein a évolué selon les décennies de différentes manières. Cependant, le principal point commun entre toutes les œuvres de l'artiste est l'utilisation de techniques propres à la bande dessiné, notamment les contours noirs sur les formes et la trame Ben-day.
Durant la première moitié des années 1960, Lichtenstein reproduit des cases provenant de plusieurs bandes dessinés, souvent de chez DC Comics. Les deux principaux sujets de ces œuvres choisis sont liés à la romance ou à la guerre. Par exemple, Hopeless (1963, Kunstmuseum Basel) reproduit une case provenant de "Secret Hearts" n°83, qui fut à l'origine publié en novembre 1962 par DC Comics, en modifiant certains détails, tandis que Whaam ! (1963, Tate Modern) est issu de All American Men of War (1962), un comic-book également publié par DC Comics. Toutes les œuvres ont pour titre soit un onomatopée soit une phrase qui se retrouve dans le tableau.
A partir de la deuxième moitié des années 1960, ce style disparaît pour laisser place à de nouvelles oeuvres où l'esthétique de la bande dessiné est tout de même présent. Plus tard, dans les années 1970, Lichtenstein produira plusieurs tableaux s'inspirant du cubisme, et les sujets portent sur des portraits ou des natures mortes. Cubist Still Live with Lemons (1975) ou Stepping out (1978, Metropolitan Museum of Art) sont représentatifs de ce style.
Enfin, on peut noter dans les années 1990 une certain observation envers les miroirs, notamment la réflexion des objets. Interior with Mirrored Room (1991, Solomon R. Guggenheim Museum) illustre cette recherche.

## Œuvres
- 1956 : Ten Dollar Bill, collection privée.
- 1961 :
  - Girl with Ball, au Museum of Modern Art, à New York.
  - Look Mickey, à la National Gallery of Art, à Washington D.C..
  - Mr. Bellamy, collection privée.
- 1962 :
  - Takka-Takka (en), au musée Ludwig, à Cologne.
  - Eddie Diptych, collection privée.
  - Art, collection privée.
  - Masterpiece, huile sur toile, 137,2 × 137,2 cm, collection privée.
  - Live Ammo (Ha! Ha! Ha!), huile et crayon sur toile, au Chrysler Museum of Art, à Norfolk.
- 1963 :
  - Cold Shoulder, au musée d'Art du comté de Los Angeles, à Los Angeles.
  - Crak!
  - Thinking of him, à New Haven, Yale University Art Gallery.
  - I Know…Brad, à la Neue Galerie : Sammlung Ludwig, à Aix-la-Chapelle.
  - Mad Scientist / Le savant fou, au musée Ludwig, à Cologne.
  - Drowning Girl, au Museum of Modern Art, à New York.
  - Magnifying Glass, collection privée.
  - Whaam!, au Tate Modern, à Londres.
  - Femme d'Alger, collection privée.
  - Hopeless, Kunstmuseum (Bâle).
- 1964 : 
  - As I Opened Fire, triptyque, au Stedelijk Museum, à Amsterdam.
  - Crying Girl, au Milwaukee Art Museum.
  - Temple, lithographie en couleurs au musée d'art classique de Mougins[27].
- 1965 :
  - Little Big Painting (en), Whitney Museum of American Art
  - The Melody Haunts my Reverie, Housatonic Museum of Art (en), à Bridgeport (Connecticut).
  - M-Maybe, au musée Ludwig, à Cologne.
  - Explosion no 1, au musée Ludwig, à Cologne.
  - Brushstrokes (Coups de pinceau), huile et magna sur toile, 122,5 × 122,5 cm, collection particulière.
- 1966 : Yellow and Green Brushstrokes, au Museum für Moderne Kunst, à Francfort-sur-le-Main.
- 1968 : Study for Preparedness, au musée Ludwig, à Cologne.
- 1969 : 
  - Red Barn II, au musée Ludwig, à Cologne.
  - Modular Painting with Four Panels, #4, au musée national d'Art moderne, à Paris.
- 1970 : Peace through chemistry (« La Paix par la chimie »), huile sur toile
- 1972 : Still Life with Goldfish, (Nature morte aux poissons rouges), huile et magna sur toile, 132,1 × 106,7 cm, collection particulière.
- 1973 : 
  - Trompe l'œil with Léger Head and Paintbrush, collection privée.
  - Artist's studio, Look Mickey (L'Atelier de l'artiste, Look Mickey), huile et magna sur toile 243,8 × 325,10 cm, au Walker Art Center, Minneapolis.
- 1980 : Landscape with Figures and Rainbow, au musée Ludwig, à Cologne.
- 1996 : Landscape with Philosopher (Paysage avec philosophe), huile et magna sur toile, 264,2 × 121,3 cm, collection particulière.

## Expositions
Roy Lichtenstein - Evolution : la première exposition consacrée à l'artiste en France a été organisée à l'occasion de l'inauguration de la Pinacothèque de Paris, du 15 juin au 23 septembre 2007.
L'exposition qui lui a été consacrée au Centre Georges-Pompidou à Paris du 3 juillet au 4 novembre 2013 a été nommée aux Globes de cristal 2014 dans la catégorie « Meilleure exposition ».

## Polémiques
Le travail de Lichtenstein a été source d'indignations dans le milieu de la bande dessinée américaine. Ses reproductions incluent des travaux originaux de Jack Kirby, Joe Kubert et Russ Heath, qui a dessiné la célèbre case sur laquelle Lichtenstein s'est basé pour son œuvre Whaam!. Russ Heath a réalisé une bande dessinée intitulée Bottle of Wine, avec Darwyn Cooke, afin de dénoncer le manque de crédit ainsi que la situation de grande précarité dans laquelle l'artiste s'est retrouvé alors que la reproduction de son travail a rapporté à Lichtenstein 4 millions de dollars.